# II. gimnazija Maribor
II. gimnazija Maribor je gimnazija v Mariboru. Začetki šole segajo v leto 1937. Izvaja program gimnazije, športnega oddelka in program mednarodne mature (International Baccalaureate).

## Zgodovina šole
Gimnazija je bila ustanovljena leta 1937 v času županovanja dr. Alojzija Juvana. Septembra 1937 je kraljevo namestništvo na predlog ministra za prosveto izdalo odlok, "da se v Mariboru odpre nepopolna mešana realna gimnazija". Kraljeva banska skupnost je za direktorja novoustanovljene gimnazije imenovala prof. Ivana Prijatelja, člana mariborskega mestnega sveta in prvega ravnatelja nove gimnazije. Ker še nova šola ni imela svojega šolskega poslopja, je morala v tem času gostovati v drugih šolah. Naslednje leto je mestna občina kupila nezazidano zemljišče na Žolgarjevi ulici (danes: Trg Miloša Zidanška 1), na katerem je kraljeva banska uprava zgradila šolsko poslopje. Leta 1939 se je po načrtih arhitekta Emila Navinška začela gradnja gimnazijskega poslopja.
Ime 'II. državna realna gimnazija' se prvič pojavi v zapisniku 3. redne konference profesorskega zbora 11. decembra 1939. Leta 1940 je direktor šole postal Franc Kadunec. Šola se je kasneje preimenovala v II. državno moško nižjo gimnazijo, za vršilca dolžnosti ravnatelja pa je bil imenovan Viktor Rode.
Šolo so leta 1949 oblasti proglasile kot popolna gimnazija, dobila je ime II. gimnazija in preselila se je v novo zgradbo na Žolgarjevi ulici. Ravnatelj je postal Janez Malnarič, dijaki pa so naslednje leto opravljali prvo maturo. Ob sodobno urejeni telovadnici je šola dobila tudi športno igrišče. Ob Reformi gimnazij (1959) so oddelke nižjih gimnazij prevzele osnovne šole, višja gimnazija pa je postala štiriletna. Leta 1960 je ravnatelj postal Ivan Rudolf, nasledil ga je Alfonz Fekonja. S tem, ko je bila ukininjena klasična gimnazija, je II. gimnazija Maribor prevzela nekaj oddelkov klasične gimnazije in I. gimnazije Maribor.
Leta 1964 se je II. gimnazija preimenovala v Gimnazijo Tabor, v naslednjem letu pa je šola dobila knjižnico in čitalnico v avli prvega nadstropja. Začelo se je tudi postopno urejanje učilnic za kabinetni pouk. Nekaj let za tem so s spremembo zaključnih izpitov uvedli maturo iz štirih predmetov.
Gimnazija Tabor se je leta 1971 preimenovala v Gimnazijo Miloša Zidanška. Ob praznovanju 25-letnice šole je bila v II. nadstropju po načrtu arhitekta Branka Kocmuta dograjena nova dvorana, znana kot "amfiteater". Leta 1977 je ravnatelj postal Igor Rogl. Ko je bila gimnazijska usmeritev ukinjena, je bilo uvedeno usmerjeno izobraževanje: naravoslovno-matematična tehnologija. Takrat je Gimnazija M. Zidanška začela v dogovoru s Srednjo elektro-računalniško šolo izobraževati osem oddelkov energetike in oddelek računalništva, danes pa še vedno izobražuje en oddelek grafične usmeritve.
Leta 1983 je ravnatelj postal Ivan Lorenčič. Istega leta se je Gimnazija Miloša Zidanška preimenovala v Srednjo naravoslovno šolo Miloša Zidanška. Z leti se je vpis v naravoslovno-matematično dejavnost povečal. Na šoli so uvedli marčevske kulturne dneve, računalniške dneve, mladi raziskovalci šole pa so prejeli več nagrad. Vpis se je močno povečal. V knjižnici je na telefonsko linijo Univerze v Mariboru bil priključen prvi terminal, šola je dobila računalnike in tiskalnike. Šola je začela z mednarodno izmenjavo dijakov, kjer je sodeloval pri pouku tudi dijak iz ZDA. Šolska knjižnica Srednje naravoslovne šole je bila leta 1988 prva v Sloveniji, ki je vpeljela elektronski sistem izposoje. Istega leta je šola uvedla mednarodno maturo.
Leta 1990 je v Sloveniji bil ponovno uveden gimnazijski program, v okviru gimnazijskega programa pa na tej šoli športni oddelek in prvi oddelek mednarodne mature. Ob praznovanju 40-letnice šole (1990), je ta postala II. gimnazija. Čez eno leto je začela pod okriljem šole delovati Raziskovalna enota in Enajsta šola, prva generacija mednarodne mature pa je opravljala izpite leta 1992. Leta 1993 je ravnateljica šole postala Herta Trikič.
Po načrtih arhitekta Dimitrija Jeraja so takrat zaključili prenovo šolske knjižnice, začela pa sta izhajati literarni almanah Stoletje trenutkov in "Yearbook". Otvoritve knjižnice sta se udeležila minister za šolstvo Slavko Gaber in direktor Zavoda za šolstvo in šport, Ivan Lorenčič. 
Prenova stare zgradbe šole, vključno z gradnjo prizidka in telovadnice, je bila končana leta 2009.

## Profil
Dolgoletni ravnatelj Druge gimnazije je bil Ivan Lorenčič, ki je vodil šolo do leta 2021, vmes pa je bil sedem let direktor Zavoda za šolstvo in pred ravnateljevanjem štiri leta poučeval.
S šolskim letom 2021/22 je ravnateljevanje prevzel profesor fizike Marko Jagodič.

## Raziskovalno in literarno delo
II. gimnazija in njeni dijaki so uspešni na raziskovalnem in publicističnem področju. Redno sodeluje z Univerzo v Mariboru in drugimi visokošolskimi inštitucijami. Univerzitetni profesorji služijo dijakom kot mentorji.
II. gimnazija je med mariborskimi gimnazijami običajno najuspešnjejša pri inovacijskih in raziskovalnih nalogah v okviru programa Mladi za napredek Maribora, ki ga že več kot 35 let izvaja Zveza prijateljev Mladine Maribor ob podpori Mestne občine Maribor. Je eden najuspešnejših in najštevilčnejših gibanj mladih raziskovalcev v Sloveniji, v katerem letno sodeluje okoli 250 mladih raziskovalcev in 150 mentorjev letno, skupaj pa je sodelovalo že več kot 13.000 mladih raziskovalcev.
Raziskovalne naloge so pogosto objavljene kot znanstvena dela ali so prejele številne nagrade, tudi Krkino nagrado. Več dijakov je izdalo tudi knjige. Janina Ulbl je objavila knjigo Kalejdoskop in Mirjam Fašmon knjigo Grafiti. Pesnica Doroteja Drevenšek, dijakinja II. gimnazije, je prejemnica nagrad v Sloveniji in tujini.

## Program mednarodne mature (International Baccalaureate)
V program se lahko vpišejo dijaki, ki so uspešno končali 1. in 2. letnik gimnazijskega programa. Program je sestavljen iz po enega predmeta iz vsake izmed šestih skupin: (1) jezik A (slovenski jezik z izbranimi poglavji iz svetovne književnosti); (2) jezik B (angleščina, nemščina, francoščina); (3) družboslovje (ekonomija, psihologija, filozofija); (4) eksperimentalne vede (fizika, kemija, biologija); (5) matematika, nadaljevalna matematika; (6) glasba ali dodaten predmet iz 2., 3. ali 4. skupine. Dijaki morajo izdelati razširjeni esej (Extended Essay), obiskovati predmet Teorija vedenja / znanja (Theory of knowledge) in sodelovati pri ustvarjalnih in športnih dejavnostih ter socialnem delu. Tudi dijaki mednarodne mature zaključijo izobraževanje z maturitetnimi izpiti.  
Trenutna koordinatorica programa mednarodne mature je prof. Mateja Fošnarič. 

## English Student Theatre
Gledališka skupina English Student Theatre je nosilec gledališke dejavnosti na šoli. Skupina deluje že dvajset let, ukvarja pa se z muzikali.
Leta 2006 je gledališka skupina prvič gostovala v Linhartovi dvorani Cankarjevega doma z rockmuzikalom We Will Rock You. Med leti 2000-2007 so nastale premiere muzikalov Grease (Briljantina) in Feel the Beat. Leta 2008 so ponovno nastopili v Cankarjevem domu s predstavo Feel the Beat, ki je prirejena po uspešnem filmu Footloose iz osemdesetih let.
EST že vrsto let nastopa tudi na velikem odru mednarodnega festivala Lent v Mariboru.

## Nekateri znani nekdanji dijaki
- Matej Brešar
- Andrej Brvar
- Jože Jagodnik
- Katja Koren
- Božidar Krajnčič
- Tone Kuntner
- Franc Posel
- Marko Brecelj
- Zoran Predin
- Miran Potrč
- Oto Rimele
- Metka Sparavec
- Danilo Türk
- Marko Zorko
- Zvonka Zupanič Slavec
- Rene Krhin
- Polona Hercog
- Jan Muršak
- Maja Keuc
- Sekumady Condé
- Marjan Pipenbaher

## Galerija slik
- Logotip
- Šolska knjižnica
- Šolski kotiček "Brižinski"
- Šolski kotiček
- Šolski kotiček "Beatles"
- Šolske omarice
- Šolska telovadnica